# بيرسلافل-زالسكي
بيرسلافل-زالسكي (بالروسية: Переславль-Залесский) هي إحدى مدن روسيا في الكيان الفدرالي الروسي ياروسلافل أوبلاست. تقع هذه المدينة في على ضفاف بحيرة بليشيف عند مصب نهر تروبيج، وهي مركز إداري لمنطقة بيريسلافل. تبعد المدينة عن موسكو 140 كم. وتبلغ مساحتها 22 كيلومترا مربعا.

## نبذة عن تاريخ المدينة
تأسست المدينة عام 1152 في عهد الأمير يوري دولغوروكي مؤسس موسكو. وفي عام 1220 ولد فيها الأمير القديس ألكسندر نيفسكي، في عام 1302 أصبحت تابعة لامارة موسكو.
زار الإمبراطور بطرس الأكبر المدينة عام 1688 وبدأ حينها ببناء أسطول للتسلية على ضفاف البحيرة، ويعتبر بناء هذا الأسطول بداية لبناء الأسطول البحري الحربي الروسي. في عام 1884 تم الانتهاء من مد شبكة توزيع المياه في المدينة.

## أعلام
- ألكسندر نيفيسكي
- ميخائيل ياروسلافيتش خوروبريت
- ياروسلاف فسيفولودوفيتش
- ألكسندر بتروف